# Capoeiras (Florianópolis)
Capoeiras é um bairro do município brasileiro de Florianópolis, capital do Estado de Santa Catarina, situado na região continental da cidade e zona oeste do município de Florianópolis.